# Cratere Dechen
Dechen è un cratere lunare di 12,04 km situato nella parte nord-occidentale della faccia visibile della Luna, nella parte nordoccidentale dell'Oceanus Procellarum.
Dechen è relativamente isolato, con l'unica eccezione del cratere Harding a sud-est.
Questo cratere ha la caratteristica forma a tazza dei crateri minori. Il bordo emerge moderatamente dalla superficie del mare circostante, mentre l'interno è simmetrico e sostanzialmente privo di caratteristiche. 
Il cratere è dedicato al geologo tedesco Ernst Heinrich Karl von Dechen.

## Crateri correlati
Alcuni crateri minori situati in prossimità di Dechen sono convenzionalmente identificati, sulle mappe lunari, attraverso una lettera associata al nome.
| Dechen | Coordinate            | Diametro (in km) |
| ------ | --------------------- | ---------------- |
| A      | 45°58′12″N 65°46′48″W | 4,74             |
| B      | 44°09′00″N 64°20′24″W | 5,74             |
| C      | 45°56′24″N 69°53′24″W | 5,33             |
| D      | 46°08′24″N 60°30′36″W | 4,82             |